# Торговая ложа (Анкона)
Торговая ложа (итал. Loggia dei Mercanti) — исторический дворец в Анконе (Италия).

## История и архитектура
Строительство дворца началось в 1442 году архитектором Джованни Паче, известным как Содо, в экономически процветающей в то время Анконы. Дворец расположен близко к порту, который всегда был центром интенсивной торговли. Ложа предназначалась для встреч торговцев.

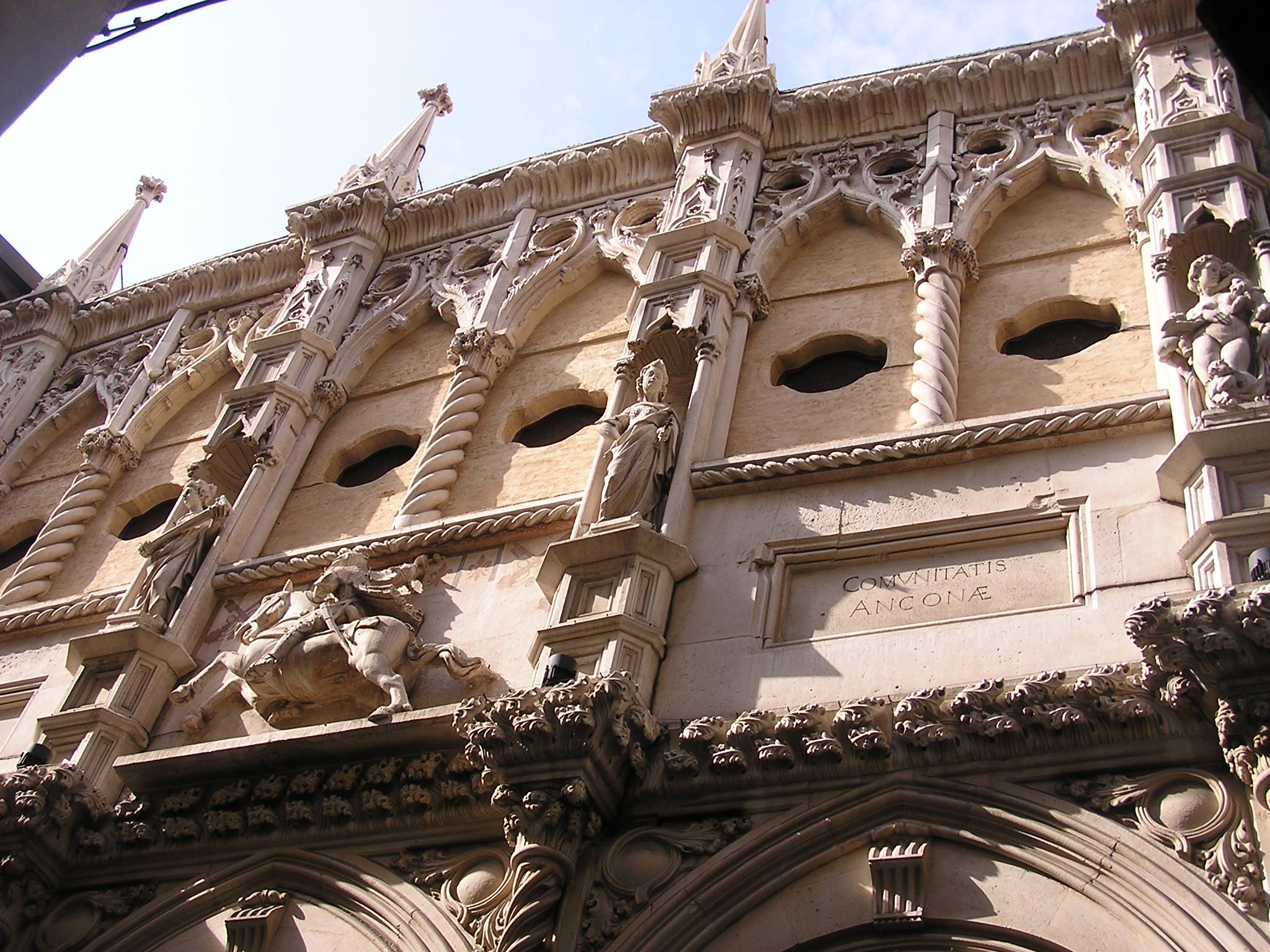
Фасад дворца с колоннами и статуями.

Фасад здания был создан архитектором Джорджо да Себенико, который работал над этим с 1451 по 1459 год и является одним из величайших представителей Возрождения. На здании выделяются готические витиеватые скульптурные элементы, типичные для Возрождения.
Фасад разделён на три части четырьмя рельефными колоннами, каждая из которых завершается шпилем. В каждой колонне находится статуя, олицетворяющая четыре добродетели: Надежда, Стойкость, Справедливость и Милосердие. Все они вдохновлены эпохой Возрождения, особенно статуя Милосердия, формы которой напоминают классические скульптуры, изображающие Венеру Победительницу.
Две боковые части имеют большие вогнутые стрельчатые арочные окна в нижней части, закрытые с 1758 года по статическим причинам. В 1763—1764 годах также была построена монументальная дверь.
В верхней части находятся бифорийные окна, а в центральной части находится статуя геральдического рыцаря герба Анконы.
После потери независимости Анконской республики над статуей, изображающей городской герб, были изображены скрещенные ключи и ламбелло — знак папской власти.
Пожар, произошедший во время театрального представления на карнавале в 1556 году, заставил Пеллегрино Тибальди провести реконструкцию ложи между 1558 и 1561 годами. Он закрыл проёмы на первом этаже рамами, создав три круглые арки под готическими арками, и расписал фресками свод внутреннего зала.
В конце XVIII века французское правительство, оккупировавшее город, передало право собственности на здание Торговой палате, но этот акт не был признан после восстановления папского правления. Только с присоединением к Королевству Италия право собственности на здание вернулось к Торговой палате Анконы, которая использовала его в качестве своей штаб-квартиры до 1928 года. Сильно пострадавшее от бомбардировок во время Второй мировой войны, внутреннее восстановление было недавно завершено с консолидацией и очисткой фрагментов сохранившихся фресок Тибальди на своде. В 2000—2002 годах здание было реставрировано. В настоящее время в здании ложи проводятся съезды или конференции.

## Галерея

Торговая ложа в Анконе
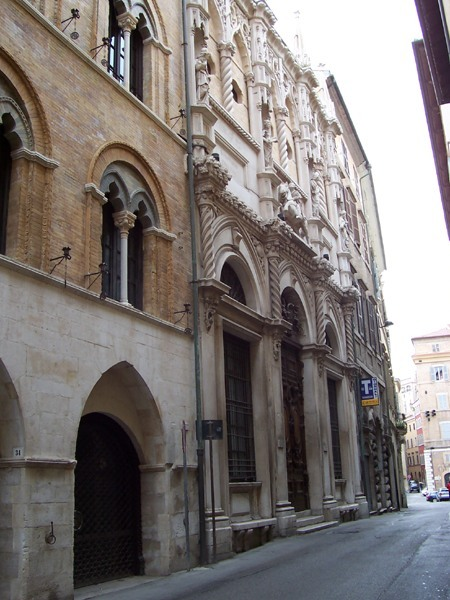
Вид на ложу с улицы
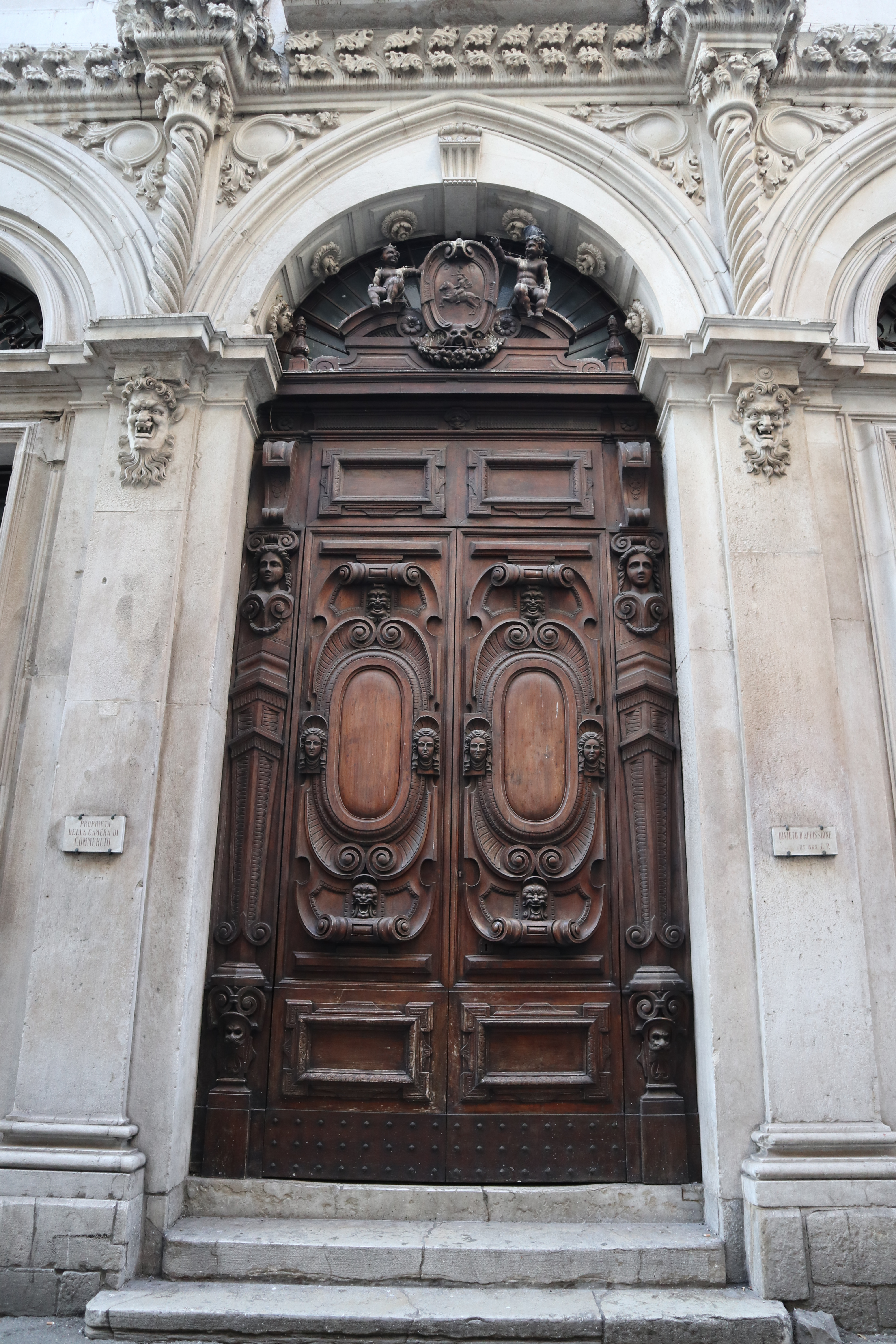
Парадный вход
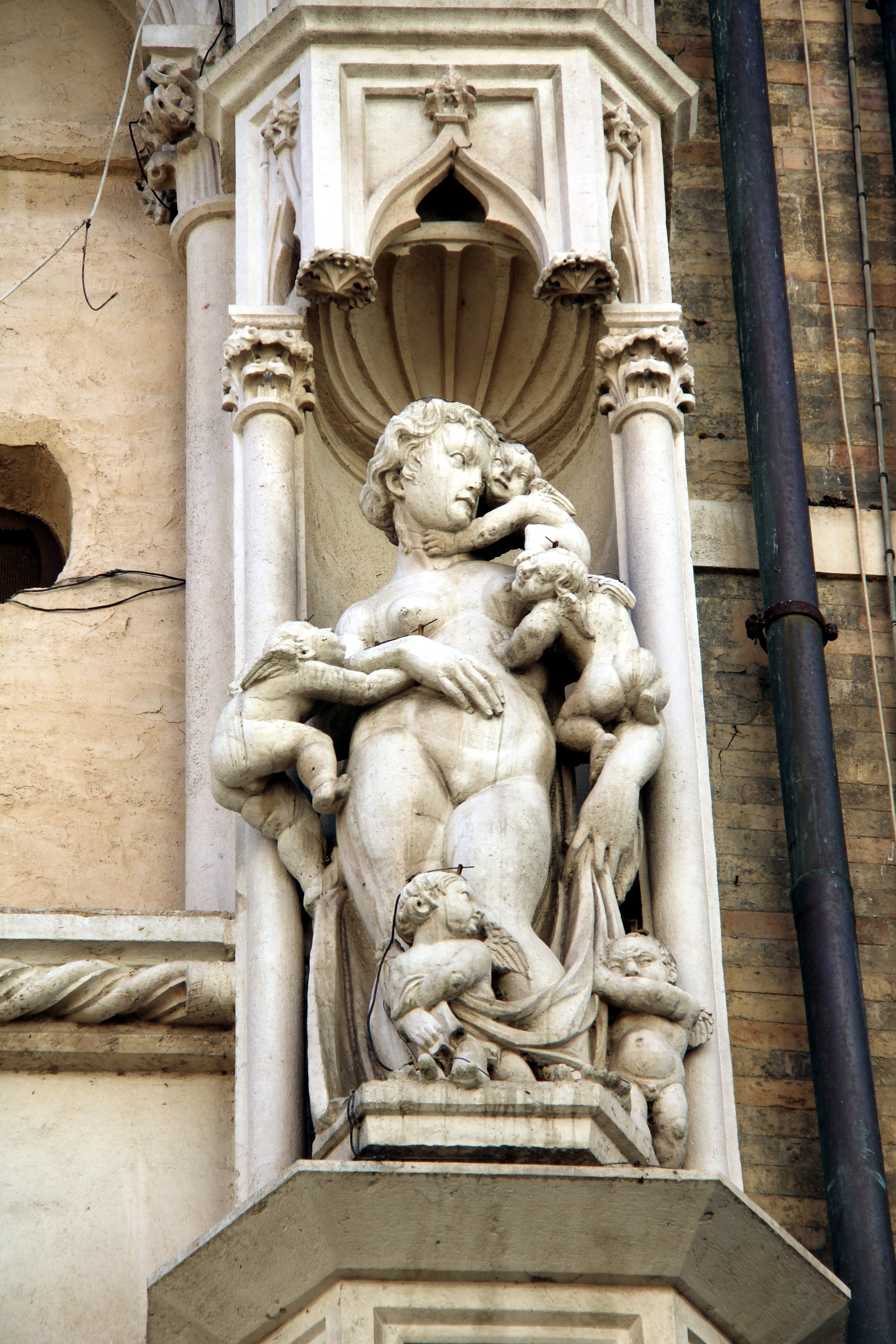
Милосердие
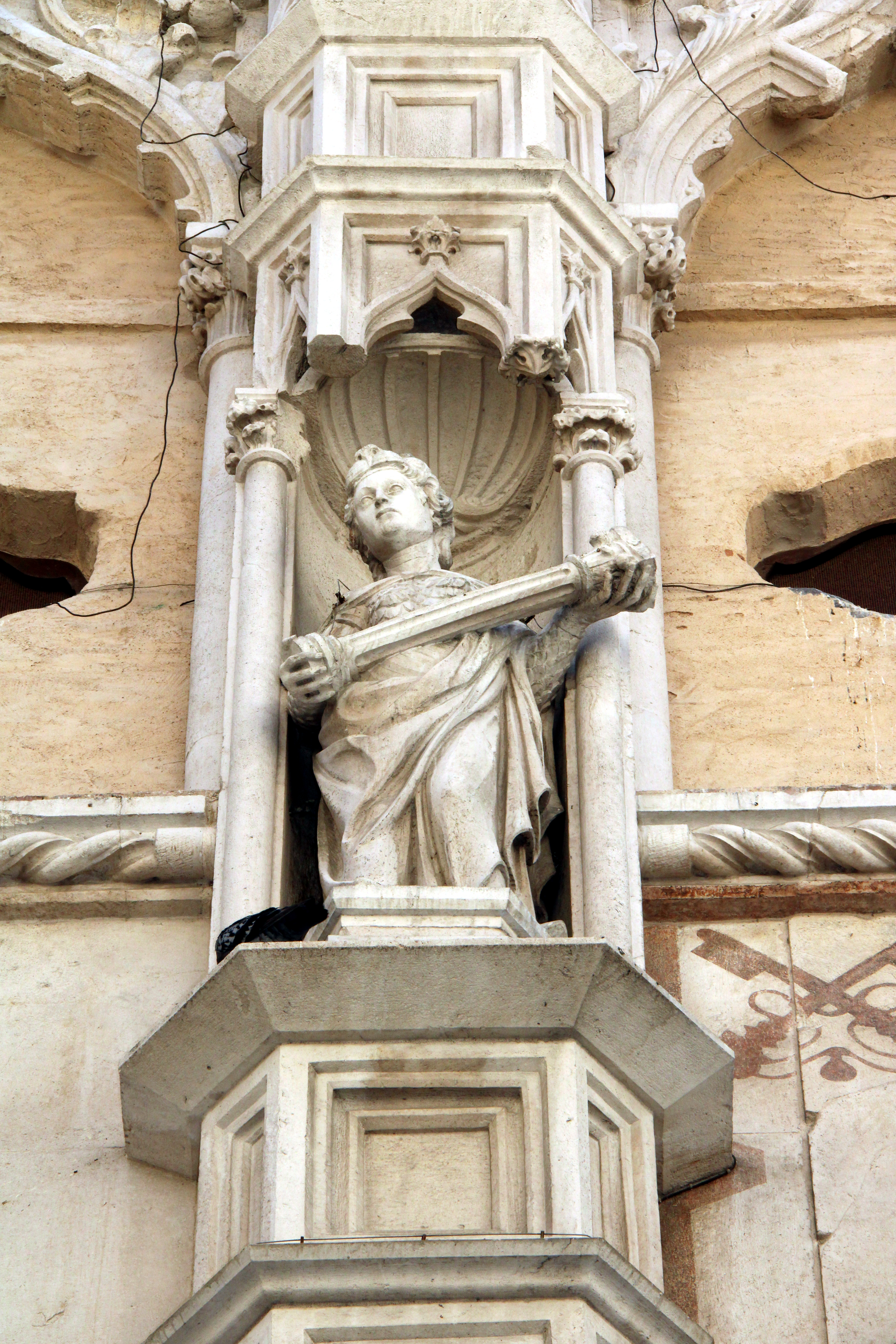
Стойкость
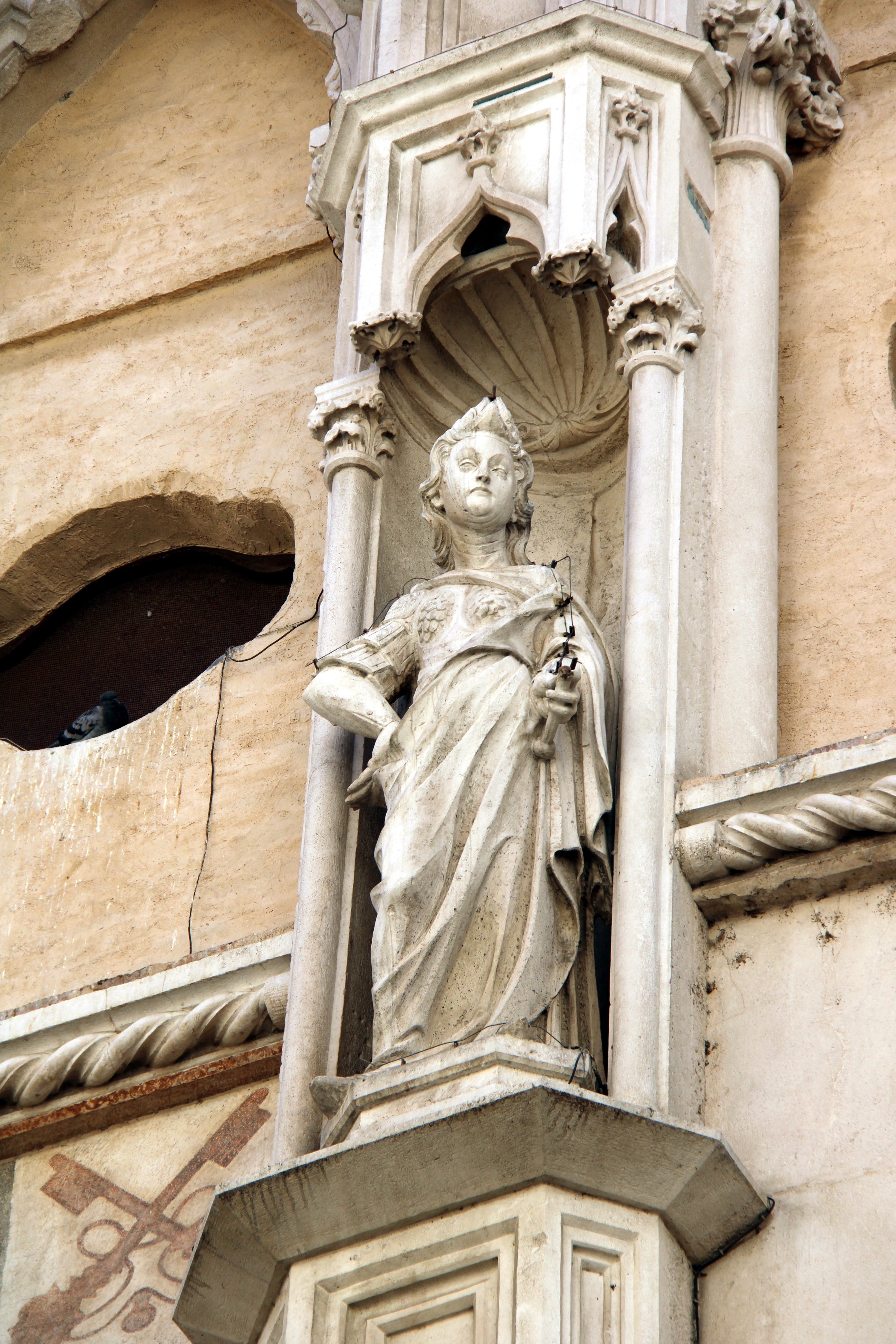
Справедливость
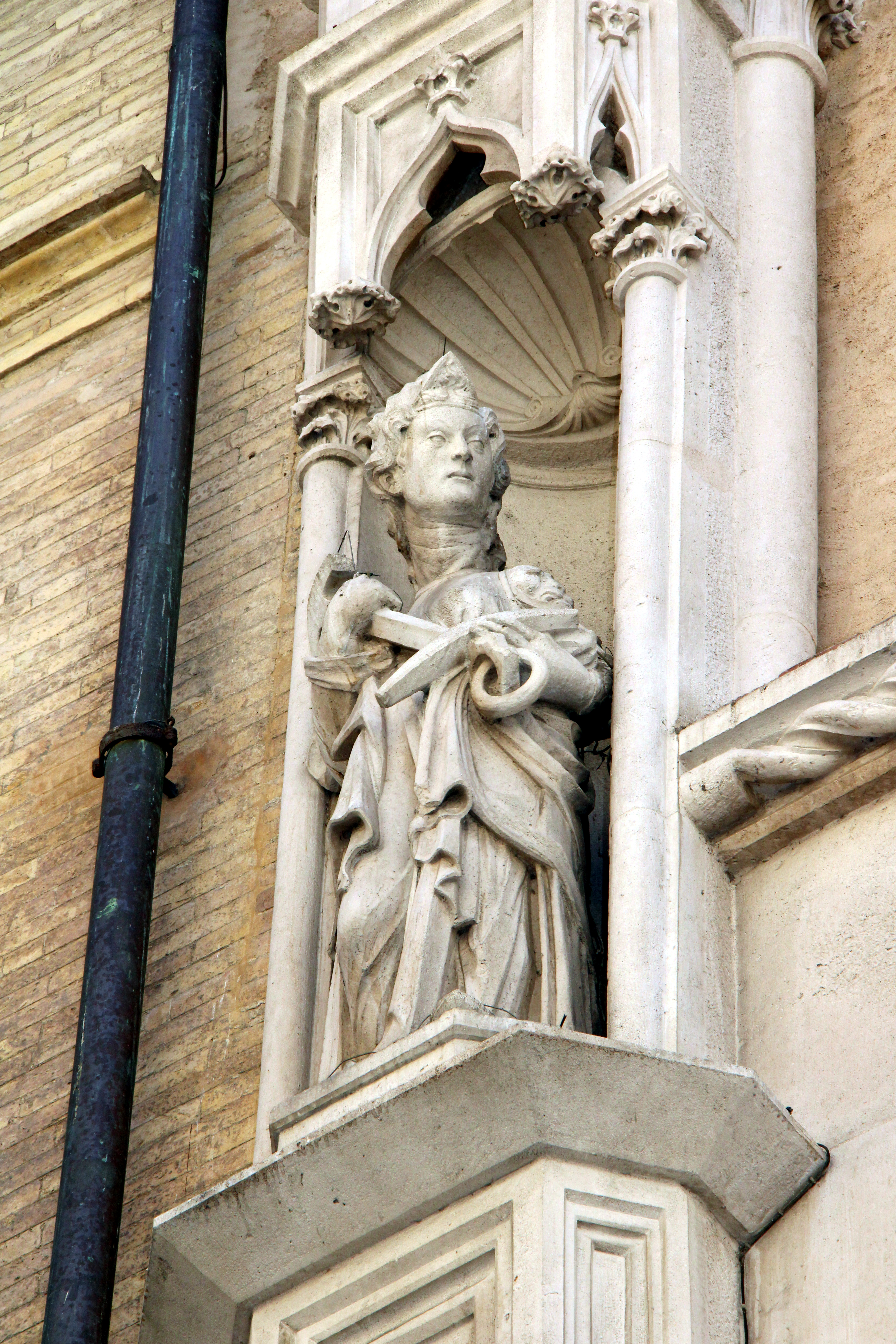
Надежда
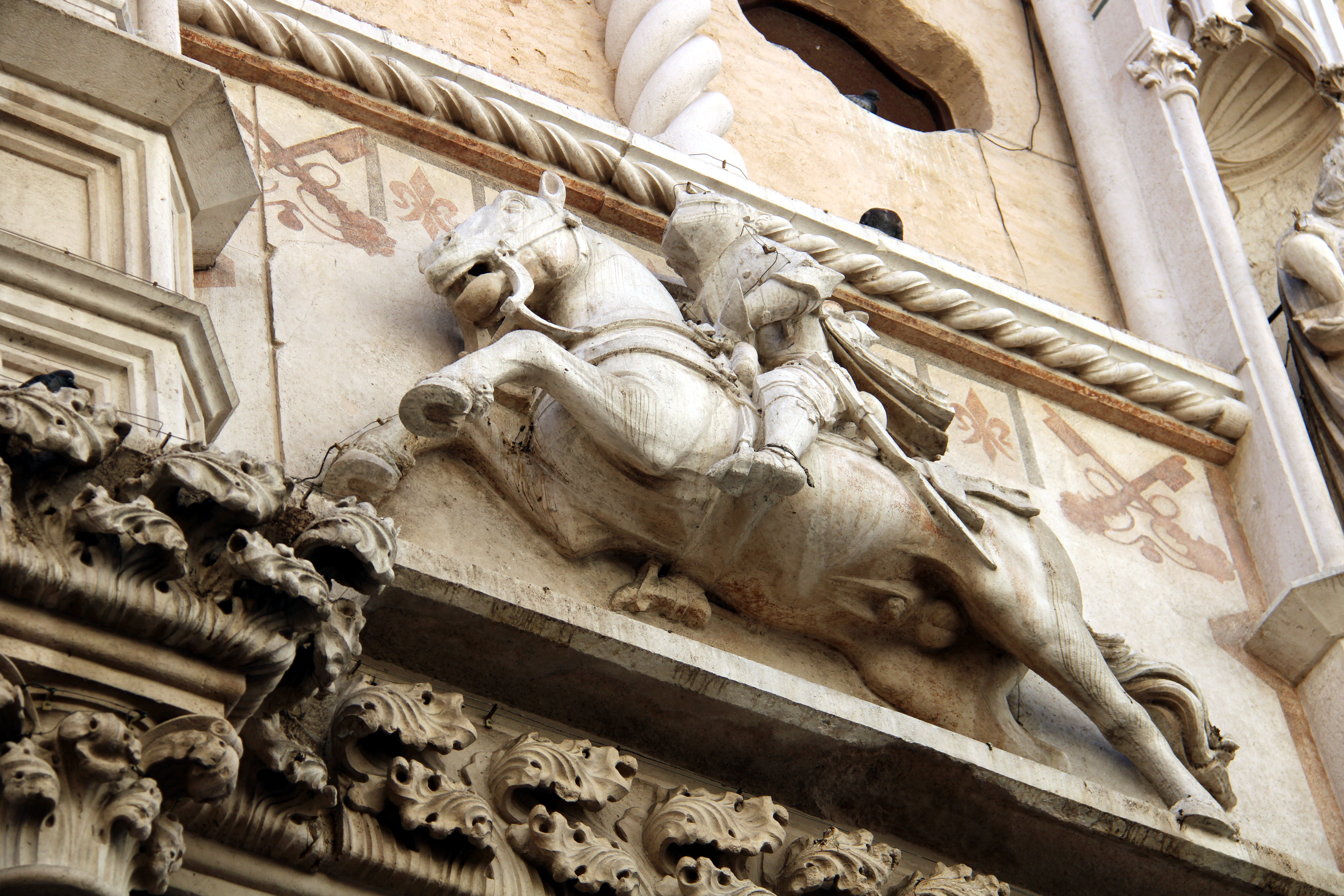
Рыцарь — герба Анконы